# SK실트론
SK실트론(SK Siltron)은 실리콘 웨이퍼 제조를 주 사업으로 하는 SK그룹의 계열사이다.

## 연혁
- 1983년 회사 설립.
- 1984년 럭키 소재(주), 미국 SILTEC社와 실리콘 웨이퍼에 관한 기술 제휴 체결
- 1990년 럭키 소재(주), 동부전자통신(구 코실) 경영권 인수(구미 2공장)
- 1990년 (주)실트론으로 상호 변경
- 1991년 (주)실트론, 럭키소재 실리콘 웨이퍼 사업 인수
- 1992년 부설 연구소 설립
- 1995년 동양전자금속(주) 이천 공장 인수
- 1996년 200mm 생산 공장 준공(구미 2공장)
- 2001년 자체개발 200mm Grower 첫 Prime Ingot 생산
- 2001년 미국법인 설립
- 2002년 300mm 생산 공장 준공(구미 3공장)
- 2008년 구미 3공장 Phase 2 준공 및 생산 라인 가동
- 2010년 일본법인 설립
- 2011년 (주)LG실트론으로 상호 변경
- 2013년 450mm 웨이퍼 Pilot Line 구축(구미 3공장)
- 2014년 450mm Wafer 첫 출하
- 2017년 SK실트론(주)으로 상호 변경
- 2019년 중국 상해 SK실트론 법인 설립

## 본점 및 지점 현황
- 본점: 경상북도 구미시 임수로 53 (임수동)
- 이천지점: 경기도 이천시 대장로 141 (단월동)

## 같이 보기
- SK그룹